# RMF FM – Moja i Twoja muzyka
RMF FM – Moja i Twoja muzyka – składanka muzyczna wydana w 2003 roku przez Pomaton EMI. Album jest zbiorem coverów zagranicznych przebojów zaśpiewanych przez polskich artystów w polskiej wersji językowej.

## Lista piosenek
1. Kasia Kowalska – Widzę twoją twarz
2. De Mono – Nasza jest cała ta noc
3. Varius Manx – Kilka sekund
4. Perfect – Każdy oddech Twój
5. Urszula – Kto by Cię chciał pokochać
6. Anita Lipnicka – Kruchy czas
7. Edyta Górniak – Kiedy tęsknię
8. Kasia Kowalska – Mniejsze zło
9. Perfect & Patrycja Markowska – Kołysanka
10. Varius Manx – Więc popatrz na mnie choć raz
11. Urszula – Jeśli mnie nie znasz
12. De Mono – Bo dziś już nie ma nas
13. Edyta Górniak – Nieśmiertelni

## Single promujące płytę
- De Mono – „Nasza jest cała ta noc” (Robert Palmer i UB 40 – I'll Be Your Baby Tonight), tekst polski: Janusz Onufrowicz
- Varius Manx „Kilka sekund” (Yossou N’Dour i Neneh Cherry – 7 Seconds), tekst polski: Andrzej Ignatowski
- Urszula „Kto by Cię chciał pokochać” (Bob Marley – Could You Be Loved), tekst polski: Daniel Wyszogrodzki
- Perfect „Każdy oddech Twój” (Sting – Every Breath You Take), tekst polski: Janusz Onufrowicz
- Kasia Kowalska „Widzę twoją twarz” (Roxette – Listen To Your Heart), tekst polski: Katarzyna Kowalska
- Perfect i Patrycja Markowska „Kołysanka” (Tina Turner & David Bowie – Tonight), tekst polski: Jerzy Maśnicki
- Edyta Górniak „Nieśmiertelni” (Queen – Who Wants To Live Forever), tekst polski: Ryszard Kunce
- Kasia Kowalska „Mniejsze zło” (Céline Dion – All By Myself), tekst polski: Kasia Kowalska

## Kontrowersje
Album „RMF FM – Moja i Twoja muzyka” został sprzedany w nakładzie ok. 700 tys. egzemplarzy (cały wydany nakład), jednak odmówiono przyznania jej wyróżnienia diamentowej płyty z powodu promocyjnej ceny płyty (9,99 PLN), która została uznana przez ZPAV za nieuczciwą wobec innych płyt.